# Мокіна (Іллінойс)
Мокіна (англ. Mokena) — селище (англ. village) в США, в окрузі Вілл штату Іллінойс. Населення — 19 887 осіб (2020).

## Географія
Мокіна розташована за координатами 41°31′48″ пн. ш. 87°52′40″ зх. д. / 41.53000° пн. ш. 87.87778° зх. д. (41.529863, -87.877710).  За даними Бюро перепису населення США в 2010 році селище мало площу 23,03 км², з яких 23,03 км² — суходіл та 0,01 км² — водойми.

## Демографія
Згідно з переписом 2010 року, у селищі мешкало 18 740 осіб у 6358 домогосподарствах у складі 5120 родин. Густота населення становила 814 особи/км².  Було 6585 помешкань (286/км²).
Расовий склад населення:
| - 94,5 % — білих - 2,0 % — азіатів - 1,3 % — чорних або афроамериканців - 0,1 % — корінних американців |

До двох чи більше рас належало 1,1 %. Частка іспаномовних становила 4,8 % від усіх жителів.
За віковим діапазоном населення розподілялося таким чином: 27,7 % — особи молодші 18 років, 63,2 % — особи у віці 18—64 років, 9,1 % — особи у віці 65 років та старші. Медіана віку мешканця становила 38,9 року. На 100 осіб жіночої статі у селищі припадало 97,6 чоловіків;  на 100 жінок у віці від 18 років та старших — 94,2 чоловіків також старших 18 років.
Середній дохід на одне домашнє господарство  становив 113 549 доларів США (медіана — 100 100), а середній дохід на одну сім'ю — 122 181 долар (медіана — 108 411). Медіана доходів становила 78 056 доларів для чоловіків та 49 783 долари для жінок. За межею бідності перебувало 2,3 % осіб, у тому числі 3,1 % дітей у віці до 18 років та 4,8 % осіб у віці 65 років та старших.
Цивільне працевлаштоване населення становило 10 422 особи. Основні галузі зайнятості: освіта, охорона здоров'я та соціальна допомога — 23,6 %, роздрібна торгівля — 13,4 %, фінанси, страхування та нерухомість — 10,8 %, науковці, спеціалісти, менеджери — 9,6 %.